# Operator relacji
Operator relacji w programowaniu – operator dostępny w określonym języku programowania (a także w innych językach komputerowych), który działając na podanych argumentach, w wyniku zwraca wartość logiczną, określającą spełnienie bądź niespełnienie reprezentowanej przez ten operator relacji zachodzącej między zapodanymi argumentami. Wynikiem działania operatora relacji jest więc wartość reprezentująca zgodnie z zasadami obowiązującymi w składni danego języka programowania jedną z wartości logicznych: prawdę (true) lub fałsz (false).

## Relacje w językach programowania
W językach programowania dostępne są operatory relacji, które badają następujące relacje:
- równości
- nierówności
  - negacji równości
  - nierówności ostrych
    - mniejsze
    - większe

  - nierówności nieostrych
    - mniejsze lub równe
    - większe lub równe
- przynależności (zawierania)
- równoważności.

Oprócz wyżej wymienionych występują także bardziej złożone konstrukcje umożliwiające między innymi porównanie z wzorcem i inne.

## Zapis operatorów relacji
Jak wyżej zaznaczono sposób zapisu w kodzie źródłowym operatorów relacji zależny jest od przyjętej w składni danego języka sposobu reprezentacji znakowej operatorów, przy czym stosowane są zasadniczo dwa rozwiązania:
- zapis za pomocą symboli składających się ze znaku lub znaków innych niż litery, np. <, <=, itp. takie rozwiązanie dostępne jest m.in. w języku C[1][2][3], C++[3], Pascal[4], Visual Basic[5][6] i innych; taki zapis zbliżony jest do notacji matematycznej (w dostosowaniu do dostępnego w systemie komputerowym i na klawiaturze zestawu znaków),
- zapis za pomocą skrótów pochodzących od nazw relacji w języku angielskim, np. GE – greater equal, GT – greater then, NE – not equal, itp., takie rozwiązanie wywodzi się i dostępne jest m.in. w języku Fortran; stosowano je także później w niektórych językach, np. ABAP[7].

## Priorytet i stosowanie
Operatory relacji stosowane są w kodzie źródłowym na takich samych zasadach jak pozostałe operatory, tj. w wyrażeniach, które mogą być używane np. w przypisaniu, wywołaniu podprogramu jako argument, czy też w konstrukcjach warunkowych określających realizację algorytmu według wybranej ścieżki przebiegu sterowania na podstawie wybranych kryteriów badania. W różnych językach mają różny, określony priorytet w hierarchii wszystkich dostępnych w języku operatorów, decydujący o kolejności wykonywana działań. W wielu językach priorytet ten jest niższy niż operatorów arytmetycznych dzięki czemu zgodnie z oczekiwaniami, najpierw dokonane zostanie wyliczenie rezultatu wyrażeń arytmetycznych stanowiących argumenty dla operatora relacji, a dopiero w następnej kolejności badanie relacji między wyznaczonymi wartościami. Bardziej zróżnicowane natomiast podejście można spotkać w aspekcie priorytetów operatorów relacji w porównaniu do operatorów logicznych), które stosowane są między innymi do budowy złożonych warunków opartych na kilku kryteriach decyzyjnych. W tym przypadki, jeżeli priorytet operatorów relacji jest niższy niż operatorów logicznych, to zdefiniowane przez nie działania wykonane zostaną po operacjach logicznych. Taka kolejność wykonywania dziań w większości typowych przypadków będzie niezgodna z intencją programisty, co wymusza konieczność stosowania nawiasów, tj. umieszczania wyrażeń relacji w nawiasach, a kolejne warunki ujęte w nawiasy pozostają połączone operatorami logicznymi. Tak jest np. w Pascalui innych. W tych językach, w których operatory relacji mają wyższy priorytet niż operatory logiczne budowa warunków złożonych nie wymusza stosowania nawiasów, np. C, C++ i inne.
| Pascal                                            | C, C++                              |
| ------------------------------------------------- | ----------------------------------- |
| if (a<b) and (c>d) then begin { instrukcje } end; | if(a<b && c>d) { /* instrukcje */ } |

## Operatory relacji w językach komputerowych
Poniższe zestawienie zawiera dostępne operatory relacji w wybranych językach komputerowych.
| język komputerowy | równości | nierówności           | nierówności       | nierówności       | nierówności          | nierówności          | przynależność | inne |
| język komputerowy | równości | negacja równości      | nierówności ostre | nierówności ostre | nierówności nieostre | nierówności nieostre | przynależność | inne |
| język komputerowy | równości | negacja równości      | mniejszy          | większy           | mniejszy lub równy   | większy lub równy    | przynależność | inne |
| ----------------- | -------- | --------------------- | ----------------- | ----------------- | -------------------- | -------------------- | ------------- | --- |
| ABAP              | = lub EQ | <> lub NE             | < lub LT          | > lub GT          | <= lub LE            | >= lub GE            | IN            | CO, CN, CA, NA, CS, NS, CP, NP BYTE-CO, BYTE-CN, BYTE-CA, BYTE-NA, BYTE-CS, BYTE-NS ... BETWEEN ... AND ... IS |
| Ada               | =        | /=                    | <                 | >                 | <=                   | >=                   | N             | N |
| C, C++            | ==       | !=                    | <                 | >                 | <=                   | >=                   | N             | N |
| Pascal            | =        | <>                    | <                 | >                 | <=                   | >=                   | in            | N |
| REXX              | =        | \= lub ^= (¬=) <>, >< | <                 | >                 | <= oraz \> (¬>)      | >= oraz \< (¬<)      | N             | ==, <<, >>, <<=, >>= \^=, \== (¬==), \<< (¬<<) \>> (¬>>)                                                       |
| VHDL              | =        | \=                    | <                 | >                 | <=                   | >=                   | N             | N |
| Visual Basic, VBA | =        | <>                    | <                 | >                 | <=                   | >=                   | N             | Like, Is, IsNot                                                                                                |